# NGC 6109
NGC 6109 est une vaste galaxie lenticulaire relativement éloignée et située dans la constellation de la Couronne boréale. Sa vitesse par rapport au fond diffus cosmologique est de 8 983 ± 5 km/s, ce qui correspond à une distance de Hubble de 132,5 ± 9,3 Mpc (∼432 millions d'al). NGC 6109 a été découverte par l'astronome français Édouard Stephan en 1880.
NGC 6109 est une galaxie LINER, c'est-à-dire une galaxie dont le noyau présente un spectre d'émission caractérisé par de larges raies d'atomes faiblement ionisés. C'est aussi une radiogalaxie à faible intensité d'excitation (LERG, low-excitation radio galaxy).
À ce jour, six mesures non basées sur le décalage vers le rouge (redshift) donnent une distance de 149,333 ± 39,037 Mpc (∼487 millions d'al), ce qui est à l'intérieur des valeurs de la distance de Hubble.

## Supernova
La supernova SN 2010an a été découverte dans NGC 6109 le 13 mars 2010 par  J. Rex, S. B. Cenko, W. Li, et A. V. Filippenko dans le cadre du programme LOSS (Lick Observatory Supernova Search) de l'observatoire Lick. Cette supernova était de type Ia.